# Namakambale
Namakambale ist ein Verwaltungsbezirk (Ward) des Distrikts Tunduru in der tansanischen Region Ruvuma.

## Geografie
Namakambale liegt im Süden von Tansania. Es ist der östlichste Bezirk der Region Ruvuma und liegt rund 240 Kilometer Luftlinie östlich der Regionshauptstadt Songea. Das wichtigste Gewässer ist der Rovuma, der im Süden die Grenze zu Mosambik bildet. Die Grenze im Osten bildet der Fluss Lumusule.
Der Bezirk grenzt im Norden an Tingiya, im Osten an die Region Lindi, im Süden an Mosambik, im Westen an Misechela und Nakapanya und im Nordwesten an Mindu. Bei der Volkszählung 2022 lebten 15.142 Menschen in 4193 Haushalten auf einer Fläche von 1060 Quadratkilometern.

## Gliederung
Der Bezirk besteht aus vier Gemeinden (Mtaa) mit 32 Orten (Kitongoji):
| Namakambale - Mabatini - Misheni - Kilimahewa - Migombani - Kanisani - Kotazi - Misheni - Kilimahewa - Misechela - Mwanona - Maponi | Songambele - Songambele - Milima miwili - Chingalengale - Chikunguni - Makongondela - Marambo - Namputu | Sauti Moja - Misufini - Jida - Amani - Shuleni | Mkowela - Hosteli - Miembeni - Rwanda - Mchangani - Mbuyuni - Misufini - Msikitini - Rahaleo - Mzalendo - Amani |

## Wirtschaft und Infrastruktur
- Gesundheit: In der Gemeinde Mkowela liegt eine staatliche Apotheke.[9]